# Thelma Todd

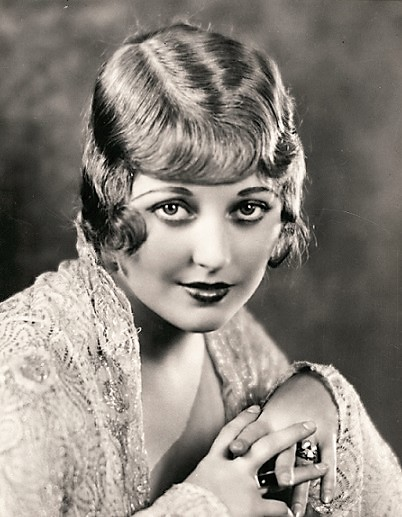
Thelma Todd

Thelma Alice Todd (* 29. Juli 1906 in Lawrence, Massachusetts; † 16. Dezember 1935 in Pacific Palisades, Los Angeles, Kalifornien) war eine US-amerikanische Schauspielerin. Ab Beginn der Tonfilmzeit bis zu ihrem mysteriösen Tod im Alter von 29 Jahren war die Blondine eine bekannte Komikerin, die ihre eigene Komödienreihe hatte und auch in Filmen von Laurel und Hardy und den Marx Brothers größere Rollen übernahm.

## Leben und Karriere

### Filmkarriere
Thelma Todd wurde in dem kleinen Ort Lawrence in Massachusetts an der Grenze zu New Hampshire als Tochter von John Shaw Todd und Alice Elizabeth (geb. Kennedy) geboren. In der Schule erhielt sie im Gegensatz zu ihrem Leinwandimage als „dummes Blondchen“ gute Noten. Nach der High School ging sie aufs College, um Lehrerin zu werden. Daneben nahm sie an einigen Schönheitswettbewerben teil, wurde so 1925 zur Miss Massachusetts gewählt und nahm im folgenden Jahr an der Miss-America-Wahl teil. Zwar gewann sie nicht, wurde dort aber von Hollywood-Agenten für das Filmgeschäft entdeckt. In der Stummfilmzeit spielte sie meist nur in Nebenrollen die attraktive Blondine, sodass sie sich wenig hervortun konnte. Erst mit Beginn des Tonfilms Ende der 1920er Jahre gewann ihre Karriere an Schwung. Produzent Hal Roach nahm sie für seine komödiantischen Kurzfilme unter Vertrag und sie bewies ihr komödiantisches Talent unter anderem neben Harry Langdon, Charley Chase und Laurel and Hardy. Mit dem legendären Komikerduo spielte sie in insgesamt sechs Filmen, darunter als brennende Nachbarin aus dem gleichnamigen Kurzfilm von 1929 sowie als flirtbereite Lady Pamela in Hände hoch – oder nicht, die vor den Augen ihres Ehemannes James Finlayson mit dem Banditen Fra Diavolo anbandelt.
Ab 1931 bis zu ihrem Tod setzte Hal Roach Thelma Todd zusammen mit ZaSu Pitts, die 1933 durch Patsy Kelly ersetzt wurde, als eine Art „weibliches Laurel und Hardy“ ein. Während Pitts und später Kelly den Part von Stan innehatten, übernahm Todd den Charakter von Oliver Hardys Figur: In diesen Slapstickfilmen sah sich Todds bodenständige Person mit allerlei Problemen durch ihre Partnerin konfrontiert und versuchte unter den ungünstigen Umständen möglichst charmant und würdevoll zu bleiben. Der erste dieser Kurzfilmreihe war Let’s Do Things. Roach verlieh die inzwischen berühmt gewordene Schauspielerin auch an andere Komiker wie Wheeler und Woolsey, Buster Keaton, Jimmy Durante, Joe E. Brown und die Marx Brothers. Gelegentlich spielte Todd auch ernstere Rollen, etwa als heimtückische Witwe Iva Archer in der ersten Verfilmung von Der Malteser Falke (1931). Im selben Jahr spielte sie in dem Gangsterfilm Corsair die Hauptrolle, auch weil sie mit dem Regisseur des Films, Roland West, eine Liebesbeziehung hatte.
In ihrem letzten Film Das Mädel aus dem Böhmerwald sollte Thelma Todd die Rolle der Zigeunerkönigin spielen. Nur wenige Tage nach einer Probeaufführung des Films wurde sie tot aufgefunden. Um zu vermeiden, dass ihr Tod unter mysteriösen Umständen den Film überschatten würde, beschlossen Hal Roach und Stan Laurel, die meisten Szenen mit Todd herauszuschneiden. Die Handlung wurde so umgeschrieben, dass Mae Busch große Teile ihrer Rolle übernahm. Als Denkmal an Todd wurde die Szene, in der sie das Lied Heart of a Gypsy singt, im Film belassen. Ein Stern auf dem Hollywood Walk of Fame (6262 Hollywood Blvd.) erinnert seit 1960 an sie.

### Tod
Nachdem Todd zahlreiche Filme abgedreht hatte, eröffnete sie im August 1934 den Nachtclub Thelma Todd’s Sidewalk Cafe. Dieser Club zog nicht nur Touristen und Kollegen aus dem Filmgeschäft an, sondern auch etliche Personen aus der Unterwelt. Es ging das Gerücht um, dass diese den Club übernehmen wollten. Am Morgen des 16. Dezember 1935 wurde Thelma Todd leblos hinter dem Steuer ihres Wagen in der Garage der Stummfilmschauspielerin Jewel Carmen (1897–1984), der Ehefrau (Scheidung 1938) von Todds Lebensgefährten Roland West (1885–1952), aufgefunden. Der Motor des Wagens lief und es fanden sich Blutspuren bei Todd. Es wurde eine Kohlenmonoxid-Vergiftung bei ihr diagnostiziert. Am Abend zuvor war die Schauspielerin, die ein ausgeprägtes Sozialleben geführt hatte, auf einer Party des Entertainers Stanley Lupino und seiner Tochter Ida gewesen. Sie soll dort auch Pat DiCicco (1908–1979), ihren Ex-Mann, mit dem sie zwischen 1932 und 1934 verheiratet war, getroffen haben. In den frühen Morgenstunden wurde sie dann von Lupinos Party nach Hause gefahren.
Oft wurde über einen Mord im Zusammenhang mit ihrem Club spekuliert, auch ihr Geliebter – Regisseur Roland West – stand unter Mordverdacht. 1952 soll West angeblich auf seinem Sterbebett dem Schauspieler Chester Morris ein Geständnis gemacht haben, dass er für Todds Tod verantwortlich sei. Auch über einen Suizid der Schauspielerin wurde spekuliert, von einigen ihrer Kollegen wurde sie als depressiv geschildert, allerdings widersprachen dem wiederum andere Bekannte. Als möglich gilt auch ein Unfall, so behauptete West, dass er sie in der Nacht ausgesperrt und sie dann in der kalten Winternacht ihr Auto angestellt haben könnte, um sich warmzuhalten. Allerdings blieben bei allen Theorien Fragen offen und ihr Tod ist weiterhin ein Mysterium.
Ihr Grab befindet sich auf dem Bellevue Cemetery in ihrer Heimatstadt Lawrence, Massachusetts.

### Trivia
Im Film Monkey Business der Marx Brothers sagt Groucho in einer Szene zur Figur Lucille Briggs, gespielt von Todd: “You’re a woman who’s been getting nothing but dirty brakes. Well, we can clean and tighten your brakes, but you’ll have to stay in the garage all night.” („Sie sind eine Frau, die nichts als schmutzige Bremsen hat. Nun, wir können Ihre Bremsen reinigen und nachziehen, aber Sie müssen die ganze Nacht in der Werkstatt bleiben.“)

## Filmografie (Auswahl)
- 1927: Riff und Raff bei der Feuerwehr (Fireman, Save My Child)
- 1927: Nevada
- 1927: Don Alonzo, der Rächer (The Gay Defender, verschollen)
- 1927: Der Meuchelmörder von Nevada (Nevada)
- 1928: Die Nacht ohne Hoffnung (The Noose)
- 1928: Dreimal Hochzeit (Abie’s Irish Rose)
- 1929: Sieben Schritte zu Satan (Seven Footprints to Satan)
- 1929: Laurel und Hardy: Die brennende Nachbarin (Unaccustomed As We Are, Kurzfilm)
- 1929: Junggesellin aus Leidenschaft (The Bachelor Girl)
- 1930: Zum Nachtisch flotte Damen (Whispering Whoopee, Kurzfilm)
- 1930: Ein Mann für sie (Her Man)
- 1930: Laurel und Hardy: Wohnungsagenten (Another Fine Mess, Kurzfilm)
- 1931: Laurel und Hardy: Die Dame auf der Schulter (Chickens Come Home, Kurzfilm)
- 1931: Die Braut im Wäschesack (Rough Seas, Kurzfilm)
- 1931: Let’s Do Things (Kurzfilm)
- 1931: Die Marx Brothers auf See (Monkey Business)
- 1931: On The Loose (Kurzfilm)
- 1932: Blühender Blödsinn (Horse Feathers)
- 1932: Madame verliert ihr Kleid (This Is the Night)
- 1932: Klondike
- 1932: Call Her Savage
- 1932: Der Theaterprofessor (Speak Easily)
- 1933: Mary Stevens, M. D.
- 1933: Laurel und Hardy: Hände hoch – oder nicht (The Devil’s Brother)
- 1933: Der Staranwalt von Manhattan (Counsellor at Law)
- 1933: Mast- und Schotbruch! (Son of a Saylor)
- 1934: Alles Schwindel! (Bottoms Up)
- 1936: Laurel und Hardy: Das Mädel aus dem Böhmerwald (The Bohemian Girl)